# ジュベネイル・ガイド
特定非営利活動法人ジュベネイル・ガイド（Juvenile Guide）は、京都市中京区に本部事務局を置く「アダルトゲーム撲滅」及び「青少年の健全育成」を活動目的とする団体。2004年3月1日、内閣府より認証を受け特定非営利活動法人となったが、2005年10月より京都府に所管が異動した。

## 設立当初
設立当初は、教育関係者を対象にしたパソコン用ゲームソフト「The PC ～今、貴方に必要なPCライフとは?～」を製作・販売していた。2004年12月、コンピュータソフトウェア倫理機構（ソフ倫）に対して、18歳未満の少女のキャラクターの性描写や性暴力描写などの倫理審査基準に対する質問状を送付。その質問内容が強力効果論を肯定し、明らかに誤った法律や国際条約の解釈を多数含んでいたことや、同時期に発生した奈良小1女児殺害事件を意識したものだった為に、インターネットを中心にして批判の声が上がった。なお、ソフ倫はこの質問状に対する回答は公表していない。

## 理事長とアダルトゲーム会社
同質問状がインターネットで話題になる中、複数のネットユーザーがWHOISを利用してジュベネイル・ガイドのドメイン（juvenile-guide.org）を検索、同ドメインが京都市に所在したアダルトゲームメーカーのActiveの関係者によって取得されていたことが明らかになる。Activeが製作・発売したアダルトゲームソフトは、18歳未満の少女のキャラクターを用いた過激な性描写を売りにしており、このことからジュベネイル・ガイドという団体そのものに疑惑の目が向けられた。また、ジュベネイル・ガイドの理事が役員を務めていたゲームメーカーのソシエッタ代官山が製作・発売しているパソコンゲームやDVDプレイヤーズゲームも、18歳未満の少女のキャラクターによる性描写が多数含まれた成人向けだったことが判明。他にもジュベネイル・ガイドの顧問弁護士が、京都府公安委員会委員や日弁連副会長を務めた姫野敬輔である事も明らかになる。こうしてジュベネイル・ガイドを批判する動きは、更に拡大していくことになった。

## 野田聖子衆議院議員と勉強会を共催
依然としてジュベネイル・ガイドに対する批判が続いていた2005年4月には、自民党の野田聖子衆議院議員の協力を受け、大阪府の人権団体カスパルと共同で「少女アダルトアニメ及び同シミュレーションゲームの製造・販売に関する勉強会」を国会内で開催。アダルトゲームの撲滅を超党派の議員に訴えた。ところがその直後に週刊新潮が、ジュベネイル・ガイド理事長の長岡道子がActiveの元代表であることや、当時、本部事務局として届け出ていた東京都渋谷区のビル（ソシエッタ代官山がかつて入居していた）が廃墟同然の状態であることを報道する。新潮の取材を受けた長岡は、「アダルトゲームの中には芸術作品に昇華した物がある」「自分たちの作っていたアダルトゲームは芸術作品だから問題無い」などと弁明に終始した。また同じく取材を受けた野田は、あくまで自分は長岡に騙された被害者であるという立場を崩さなかった。この報道後、ジュベネイル・ガイドは「当団体の活動妨害ならびに関係者の皆様への中傷行為が続いている」との声明を出し、サイトの更新を停止した。

## 週刊新潮の報道以後
2006年4月、突如としてサイトの更新を再開（但し、活動報告他の閲覧はパスワード認証により会員限定とされている）。その2年後の2008年5月、民主党の参議院議員である円より子と下田敦子が「美少女アダルトアニメ雑誌及び美少女アダルトアニメシミュレーションゲームの製造・販売を規制する法律の制定に関する請願」と題した請願書を提出したことが話題になる。その請願の要旨が、かつてジュベネイル・ガイドが集めていた「美少女アダルトアニメ雑誌及び美少女アダルトアニメシミュレーションゲームの製造・販売を規制する法律の制定請求」と同様の内容であり、ジュベネイル・ガイドが現在もなおアダルトゲームの撲滅運動を展開していることを窺わせた。また、2005年10月14日に、長岡道子をはじめとしたジュベネイル・ガイド役員らが、滋賀県で「特定非営利活動法人奏の郷」を設立していたことが明らかになる。当局に提示した資料から、ジュベネイル・ガイドの後継団体と考えられるが、公式サイトは存在せず活動実態が不明瞭なまま2024年6月30日をもって解散している。